# Sedum stahlii
Sedum stahlii là một loài thực vật có hoa trong họ Crassulaceae. Loài này được Solms miêu tả khoa học đầu tiên năm 1900.